# Tonekabon
Tonekabon (persisch تنكابن Tonekābon), auch Schahsawar, ist eine iranische Stadt in der Provinz Mazandaran. Sie liegt direkt am Kaspischen Meer und hat ein gemäßigtes feuchtes Klima. Die Stadt ist 250 Kilometer von der Landeshauptstadt Teheran entfernt.

## Geschichte
Ursprünglich gehörte die Region um Tonekabon zur Provinz Gilan. Zahlreiche Funde in diesem Gebiet zeigen, dass Tonekābon einst eine blühende Stadt war. Das alte Tonekabon lag im Royān-Territorium, auch Rostamdār genannt, über das bis zur Regentschaft Schah Abbas I. der Pādusbanān herrschte. Bis zum Regierungsantritt des Kadscharen Āqā Mohammad Chān war die Stadt dann unter dem Namen Faiz bekannt. Nach dem Untergang dieser Dynastie hieß die Stadt Schahsavār und erhielt nach der sogenannten Islamischen Revolution ihren eigentlichen Namen zurück.

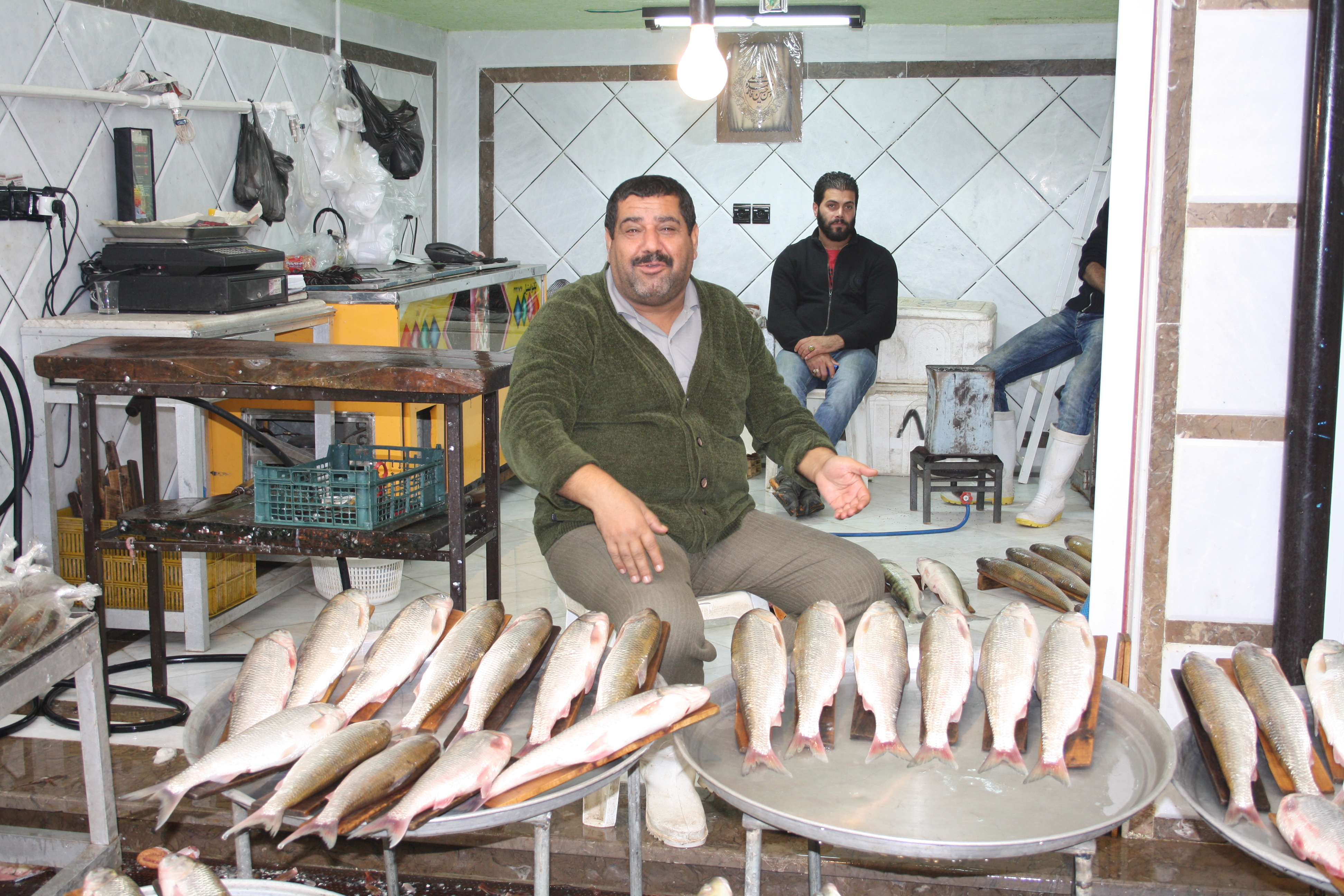
Fischverkäufer
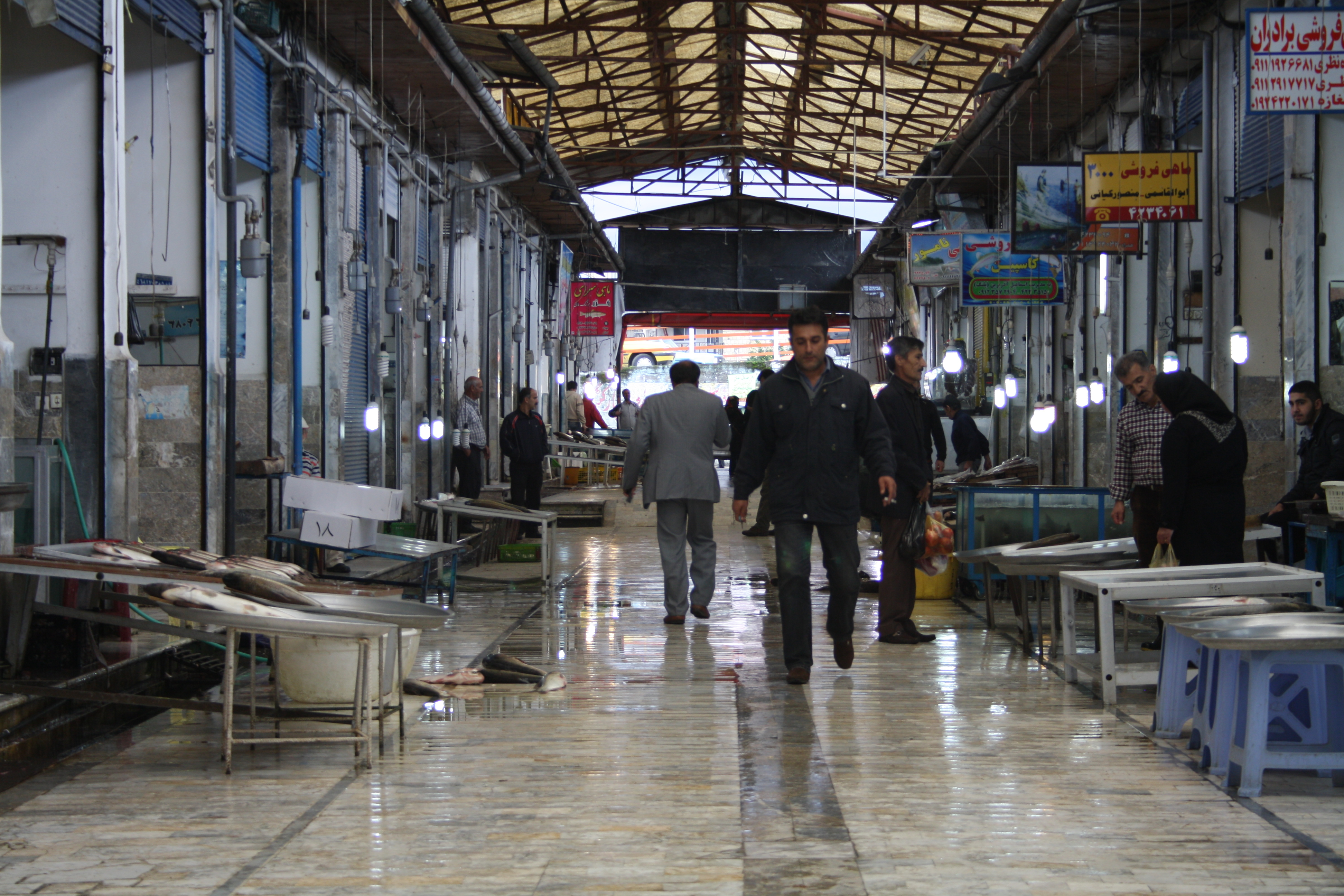
Fischmarkt in Tonekabon
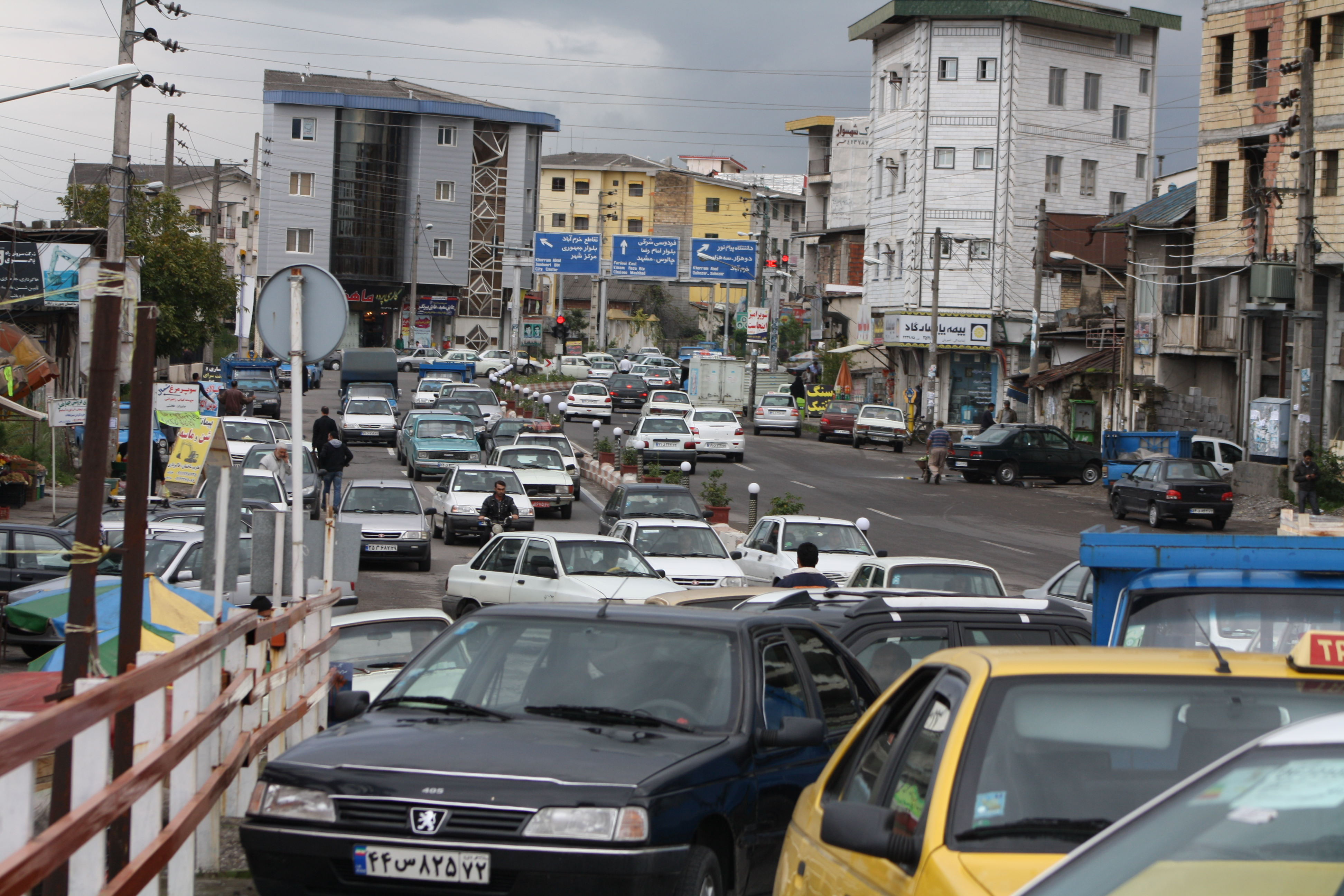
Straßen von Tonekabon